# Коревенто (Фрозиноне)
Коревенто је насеље у Италији у округу Фрозиноне, региону Лацио.
Према процени из 2011. у насељу је живело 93 становника. Насеље се налази на надморској висини од 57 м.